# ديفيد دبليو. أوليفر
ديفيد دبليو. أوليفر (بالإنجليزية: David Wade Oliver)‏ هو سياسي أمريكي، ولد في 19 ديسمبر 1819 في جزيرة أيرلندا في المملكة المتحدة، وتوفي في 19 ديسمبر 1919 في الولايات المتحدة. حزبياً، نشط في الحزب الديمقراطي. وقد انتخب Mayor of Bayonne, New Jersey ‏.